# Danielle Hoover
Danielle Hoover (Ponca City, 28 de fevereiro de 1972 [carece de fontes?]) é uma atriz estadunidense.